# ادوارد ونرهولم
ادوارد ونرهولم (انگلیسی: Edward Wennerholm; ۲۲ ژانویهٔ ۱۸۹۰ – ۱۳ مارس ۱۹۴۳) ژیمناست هنری اهل سوئد بود.